# 詹嘉禮
詹嘉禮 PC （1955年5月2日—），加拿大政治人物，2014年-2020年間出任多倫多市議會議員，代表該市的士嘉堡—愛靜閣選區（第22號選區；2018年市選前為第39號選區）。在此之前他曾活躍於加拿大聯邦政壇，1988年-2014年間以加拿大自由黨黨員身份擔任加拿大國會下議院議員，代表安大略省的士嘉堡—愛靜閣選區。

## 生平

### 早年生活
詹嘉禮於希臘雅典出生，1966年跟隨家人移居加拿大，在安大略省多倫多定居。他從多倫多大學應用科學系取得工業工程學士學位，並從加拿大管理學院獲得經濟管理文憑，其後從事家庭生意。他於1987年安大略省選首次代表安省自由黨參選，競逐多倫多市河谷區的省議會議席，但敗於安省新民主黨的候選人。

### 國會議員
1988年聯邦大選，他代表聯邦自由黨競逐從約克—士嘉堡選區解散並重組而成的士嘉堡—愛靜閣選區，以不足900票之差擊敗原任約克—士嘉堡選區國會議員的聯邦保守黨候選人麥哥遜（W. Paul McCrossan），首度晉身國會下議院。他後於1993年、1997年、2000年、2004年、2006年、2008年和2011年聯邦大選中在該選區七度連任國會議員。
詹嘉禮於1989年出任聯邦自由黨的小型企業助理評議員，1990年則改任該黨的稅務和多元文化及公民事務助理評議員，至自由黨於1993年聯邦大選後上台執政為止。他於自由黨執政期間曾於2003年出任聯邦交通部長的國會秘書，2005年則調任聯邦人力資源部長和聯邦民主革新事務部長的國會秘書。
自由黨於2006年聯邦大選敗於保守黨後，馬田辭去自由黨黨魁職務。胡平藻（Joe Volpe）隨後宣布角逐該黨黨魁職位，詹嘉禮則出任他的全國競選主任。然而，胡平藻在同年以色列－黎巴嫩衝突中表態支持以方轟炸真主黨所屬軍隊，詹嘉禮不認同該立場因而於同年7月辭去該職。詹嘉禮曾一度考慮競逐黨魁，其後則支持李博；李博在黨魁選舉被淘汰後詹嘉禮則改為支持狄安。李博於2011年出任自由黨臨時黨魁後委任詹嘉禮為該黨的多元文化事務評議員，賈斯汀·杜魯多於2013年繼任黨魁後則委派詹嘉禮改任該黨的退伍軍人事務評議員。

### 市議員
原任多倫多市議會第39號選區（士嘉堡—愛靜閣區）議員的迪格蘭（Mike Del Grande）於2014年2月宣布不會在同年10月舉行的市選中尋求連任市議員；詹嘉禮則於同年4月宣布辭去國會議員職務並競逐該選區市議會議席。他在市選中贏取9千多票，大幅拋離其他候選人當選第39號選區市議員。
省政府於2018年市選前精簡多倫多市議會架構，市議會議席數目從44席減至25席，而原有的第39號和第40號選區則合併成新的第22號選區。詹嘉禮在該屆市選與前第40號選區市議員凱利（Norm Kelly）爭奪第22號選區議席，最終詹嘉禮以47%得票壓倒凱利連任市議員。
該次市選過後，市政府審計發現詹嘉禮在競選期間所申報的開支出現問題。按照安省《市鎮選舉法》，第22號選區市議員候選人的競選開支上限為61207.95元，當中最多10%（即6120.80元）允許在選舉日過後用於舉辦派對答謝選民和競選團隊的支持。詹嘉禮申報在此用途的開支為32083.50元，超出上限25962.70元，因此按照該法於2019年11月6日被自動免除市議員職務。詹嘉禮回應指這純屬筆誤，並訴諸安大略上級法院以求復職。上級法院法官查爾默斯（William Chalmers）於同月25日裁定接納詹嘉禮的辯解，他遂可即時復職。
然而，多倫多市民查勒夫（Adam Chaleff）於2019年12月2日就此提出上訴。安大略上訴法院於2020年6月24日推翻前判，詹嘉禮遂第二度免職。同年8月5日，上訴法院准許暫緩執行判決，讓詹嘉禮上訴至加拿大最高法院，他遂再度復職。最高法院於同年9月24日頒令不受理詹嘉禮上訴，其市議員任期遂告終結，他亦宣布告別政壇，為其32年政治生涯劃上句號。

## 外部連結
- （英文）加拿大國會網站 詹嘉禮議員簡介 （页面存档备份，存于）